# Ieke van den Burg
Hendrika Cornelia Johanna (Ieke) van den Burg (ur. 6 marca 1952 w Apeldoorn, zm. 28 września 2014 w Amsterdamie) – holenderska polityk, działaczka związkowa, posłanka do Parlamentu Europejskiego (1999–2009).

## Życiorys
W 1974 uzyskała dyplom w zakresie psychologii. Pracowała jako grafik, a od lat 80. w związkach zawodowych. Była m.in. zatrudniona w sekretariacie ds. kobiet Niderlandzkiej Federacji Związków Zawodowych (FNV). W latach 1990–1997 wchodziła w skład zarządu tej centrali związkowej. Była delegatem na konferencję Międzynarodowej Organizacji Pracy oraz członkinią Komitetu Ekonomiczno-Społecznego.
Od 1999 do 2009 przez dwie kadencje sprawowała mandat deputowanej do Parlamentu Europejskiego z ramienia Partii Pracy (PvdA). Zasiadała w grupie socjalistycznej, pracowała m.in. w Komisji Gospodarczej i Monetarnej oraz w Komisji Kontroli Budżetowej. Nie ubiegała się o reelekcję.